# إيملي لويد
إيملي لويد هي لاعبة كرلنغ كندية، ولدت في 1996.